# Locust Grove (Oregon)
Locust Grove az Amerikai Egyesült Államok északnyugati részén, Oregon állam Sherman megyéjében elhelyezkedő kísértetváros.
Az 1895-ben alapított településen utoljára 1914-ben temetkeztek, azóta lakatlan.

## Fordítás
- Ez a szócikk részben vagy egészben  a   Locust Grove, Oregon című angol Wikipédia-szócikk ezen változatának fordításán alapul.  Az eredeti cikk szerkesztőit annak laptörténete sorolja fel. Ez a jelzés csupán a megfogalmazás eredetét és a szerzői jogokat jelzi, nem szolgál a cikkben szereplő információk forrásmegjelöléseként.